# Sardar Vallabhbhai Patel International Airport
Sardar Vallabhbhai Patel International Airport (Hindi: सरदार वल्लभभाई पटेल अंतर्राष्ट्रीय विमानक्षेत्र) is een vliegveld in Hansol, 10 km ten noordoosten van het centrum van Ahmedabad in de deelstaat Gujarat, India.  De luchthaven ontsluit de nabijgelegen steden Ahmedabad en Gandhinagar. De luchthaven is vernoemd naar de voormalige minister Sardar Vallabhbhai Patel.
De luchthaven is de drukste en grootste luchthaven in de staat Gujarat en was in 2025 de op zes na drukste luchthaven van India. In het fiscale jaar 2024-25 passeerden meer dan 13 miljoen passagiers de luchthaven. De luchthaven dient als focusstad voor Air India en als uitvalsbasis voor IndiGo. De nieuwe internationale luchthaven Dholera wordt ontwikkeld vanwege uitbreidingsbeperkingen op de huidige luchthaven.

## Geschiedenis
De luchthaven werd opgericht in 1937 onder Brits koloniaal bewind, terwijl de internationale activiteiten op 26 januari 1991 begonnen.
Het standbeeld van Sardar Patel werd in 2011 op de luchthaven geïnstalleerd na de inhuldiging van Terminal 2.

## Incidenten
- Indian Airlines-vlucht 113, die opereerde van Mumbai naar Ahmedabad, stortte neer bij de nadering van de luchthaven op 19 oktober 1988, waarbij 130 mensen omkwamen, waaronder alle 6 bemanningsleden. De vlucht werd toegelaten voor een visuele nadering naar een mistige luchthaven, toen het bomen en een hoogspanningspyloon op 5 km van baan 23 raakte, waardoor het neerstortte in een veld en in vlammen opging.
- 12 juni 2025 - Air India-vlucht 171 was een passagiersvliegtuig van het type Boeing 787-8 Dreamliner van Air India, dat op 12 juni 2025 tijdens een vlucht van Sardar Vallabhbhai Patel International Airport naar London Gatwick Airport kort na het opstijgen verongelukte.